# Malaxis pabstii
Malaxis pabstii là một loài thực vật có hoa trong họ Lan. Loài này được (Schltr.) Pabst mô tả khoa học đầu tiên năm 1967.